# A Huey P. Newton Story
Pour plus de détails, voir Fiche technique et Distribution.
A Huey P. Newton Story est un documentaire américain réalisé par Spike Lee, sorti en 2001. Écrit et interprété par Roger Guenveur Smith, le film est la captation d'une représentation d'un spectacle au Public Theater retraçant la vie de l'activiste afro-américain Huey P. Newton, cofondateur du Black Panther Party.

## Fiche technique
- Titre français et original : A Huey P. Newton Story
- Réalisation : Spike Lee
- Scénario : Roger Guenveur Smith
- Pays de production : États-Unis
- Format : Couleurs - 35 mm
- Genre : documentaire, docufiction
- Durée : 86 minutes
- Date de sortie : 2001

## Distribution
- Roger Guenveur Smith : Huey P. Newton
- Georgina Ransley : Mod Chic